# Bugatti 16C Galibier
La Bugatti 16C Galibier est un show car du constructeur automobile de véhicules de prestige Bugatti. Présenté à Molsheim à quelques personnes sélectionnées par la marque, en marge du salon automobile de Francfort, il s'agit d'un prototype dont une éventuelle mise en production n'a pas été confirmée. Le prototype a par la suite également été plus largement présenté lors du salon de Genève de mars 2010, précisant un éventuel avenir industriel à ce modèle. En février 2014, il est confirmé que la Galibier restera un prototype et ne sera pas commercialisée.

## Historique
Nouvelle berline présentée par la marque alsacienne après les EB112 et EB218, qui n'ont jamais vu le jour en série, la 16C Galibier est présentée par certains journalistes comme l'héritière de la Bugatti Royale ; son nom renvoie quant à lui davantage à la Type 57, dont la version 4 portes était surnommée à l'époque « Galibier ».
De la Veyron, la Galibier reprend la base mécanique, à savoir le moteur à 16 cylindres en W de huit litres de cylindrée. Toutefois, celui-ci n'est pas suralimenté par 4 turbocompresseurs mais par un compresseur à deux faces. Pouvant fonctionner à l'essence comme à l'éthanol, il devrait développer une puissance comprise entre 800 et 1 000 chevaux. Un moteur électrique sera aussi disponible, d'une autonomie d'environ 40 km.
Hormis le moteur, peu de détails sont connus au sujet de la mécanique de la Galibier ; Bugatti a toutefois annoncé que ce modèle est doté d'une transmission intégrale et d'une boîte de vitesses robotisée automatique à huit rapports, passant la puissance grâce à un double embrayage de type DSG. Sont également au programme des freins en céramique et des trains roulants inédits.
Esthétiquement, la 16C Galibier se démarque notamment par sa calandre en fer à cheval, emblème de la marque, et surtout par ses huit sorties d'échappement chromées. L'habitacle confirme quant à lui le statut de constructeur de luxe de Bugatti : boiseries, cuir et équipements de confort dernier cri équipent la 16C. En outre, celle-ci propose quelques équipements inédits, comme une montre amovible créée spécialement par l'horloger suisse Parmigiani Fleurier.
Davantage de détails concernant ce prototype sont communiqués au grand public lors du Salon international de l'automobile de Genève 2010 ; l'adoption du moteur de la Veyron est ainsi confirmée, dans une version légèrement « dégonflée » aux alentours de 800 ch. En outre, de premières indications quant au prix du modèle, s'il devait être vendu, ont également été avancées ; le tarif de la Galibier avoisinerait ainsi les deux millions d'euros. Certains journalistes déplorent par ailleurs que, bien que présentée à la presse et à quelques clients potentiels, la Galibier ait été retirée du stand de la marque pour les journées ouvertes au grand public du Salon – une attitude considérée comme « méprisante » de la part de la marque alsacienne.
Après un changement de PDG chez Bugatti, le nouveau directeur a annoncé que la 16C Galibier ne sera jamais produite, et que le prochain modèle de la firme, remplaçant la Bugatti Veyron 16.4, ne devrait voir le jour qu'en 2016. Il s'agit de la Bugatti Chiron, présentée au salon de Genève 2016.